# Mercedario
Mercedario – szczyt górski o wysokości 6720 m n.p.m. w Andach Środkowych, w Argentynie, na północ od szczytu Aconcagua.
Pierwszy raz szczyt został zdobyty w 1934 roku przez polską wyprawę andyjską. Wyprawą badawczą zorganizowaną przez Koło Wysokogórskie przy Oddziale Warszawskim Polskiego Towarzystwa Tatrzańskiego pokierował dr Konstanty Narkiewicz-Jodko. W zespole znaleźli się: dr Jan Kazimierz Dorawski – lekarz, Adam Karpiński – meteorolog, inż. Stefan Daszyński – geolog, inż. Wiktor Ostrowski – fotograf i topograf oraz inż. Stefan Osiecki – operator kamery. Losy wyprawy zostały opisane w książce Wiktora Ostrowskiego Wyżej niż kondory (Warszawa 1959).
Zgodnie z informacjami zawartymi w książce "Wyżej niż kondory" W.Ostrowskiego należy zaznaczyć, iż pierwszego wejścia na szczyt musieli dokonać Inkowie wiele lat wcześniej. Dowodem na to było znalezienie inkaskiej figurki, będącej symboliczną ofiarą dla boga-słońca.